# 第63回アカデミー賞
第63回アカデミー賞（だい63かいアカデミーしょう）は1991年3月25日に発表・授賞式が行われた。

## 式典
シュライン・オーディトリアムで行われた第63回アカデミー賞授賞式は、ケヴィン・コスナーの『ダンス・ウィズ・ウルブズ』が7部門を受賞した。しかし演技部門はすべて別々の作品から選ばれ、特に助演女優賞を受賞したウーピー・ゴールドバーグは、アフリカ系アメリカ人女性のとしては受賞として二人目（一人目は1939年のハティ・マクダニエル）となり、話題となった。
また、ビリー・クリスタルはこの授賞式の司会で後にエミー賞を受賞した。
日本と関連のある出来事として、日系人監督スティーヴン・オカザキの『収容所の長い日々/日系人と結婚した白人女性』が短編ドキュメンタリー映画賞を受賞した。

## 候補と受賞の一覧
太字は受賞である。
また、以下での人名表記は
1. 作品の日本語公式情報およびAMPAS公式サイトの日本版とWOWOWによる授賞式放送での表記に準ずる。
2. 見当たらない場合はデータベースサイトなどを参考。
3. それでもない場合は英語表記のままとする。

| 作品賞 | 監督賞 |
| --- | --- |
| - 『ダンス・ウィズ・ウルブズ』 – ジム・ウィルソン、ケヴィン・コスナー - 『レナードの朝』 – ウォルター・F・パークス、ローレンス・ラスカー - 『ゴースト/ニューヨークの幻』 – リサ・ウィンスタイン - 『ゴッドファーザー PART III』 – フランシス・フォード・コッポラ - 『グッドフェローズ』 – アーウィン・ウィンクラー | - ケヴィン・コスナー – 『ダンス・ウィズ・ウルブズ』 - フランシス・フォード・コッポラ – 『ゴッドファーザー PART III』 - スティーヴン・フリアーズ – 『グリフターズ/詐欺師たち』 - バーベット・シュローダー – 『運命の逆転』 - マーティン・スコセッシ – 『グッドフェローズ』 |
| 主演男優賞 | 主演女優賞 |
| - ジェレミー・アイアンズ – 『運命の逆転』 - ケヴィン・コスナー – 『ダンス・ウィズ・ウルブズ』 - ロバート・デ・ニーロ – 『レナードの朝』 - ジェラール・ドパルデュー – 『シラノ・ド・ベルジュラック』 - リチャード・ハリス – 『ザ・フィールド』 | - キャシー・ベイツ – 『ミザリー』 - アンジェリカ・ヒューストン – 『グリフターズ/詐欺師たち』 - ジュリア・ロバーツ – 『プリティ・ウーマン』 - メリル・ストリープ – 『ハリウッドにくちづけ』 - ジョアン・ウッドワード – 『ミスター&ミセス・ブリッジ』 |
| 助演男優賞 | 助演女優賞 |
| - ジョー・ペシ – 『グッドフェローズ』 - ブルース・デイヴィソン – 『ロングタイム・コンパニオン』 - アンディ・ガルシア – 『ゴッドファーザー PART III』 - グラハム・グリーン – 『ダンス・ウィズ・ウルブズ』 - アル・パチーノ – 『ディック・トレイシー』 | - ウーピー・ゴールドバーグ – 『ゴースト/ニューヨークの幻』 - アネット・ベニング – 『グリフターズ/詐欺師たち』 - ロレイン・ブラッコ – 『グッドフェローズ』 - ダイアン・ラッド – 『ワイルド・アット・ハート』 - メアリー・マクドネル – 『ダンス・ウィズ・ウルブズ』 |
| 脚本賞 | 脚色賞 |
| - 『ゴースト/ニューヨークの幻』 – ブルース・ジョエル・ルービン - 『アリス』 – ウディ・アレン - 『わが心のボルチモア』 – バリー・レヴィンソン - 『グリーン・カード』 – ピーター・ウィアー - 『メトロポリタン』 – ホイット・スティルマン | - 『ダンス・ウィズ・ウルブズ』 – マイケル・ブレイク - 『レナードの朝』 – スティーヴン・ザイリアン - 『グッドフェローズ』 – ニコラス・ピレジー、マーティン・スコセッシ - 『グリフターズ/詐欺師たち』 – ドナルド・E・ウェストレイク - 『運命の逆転』 – ニコラス・カザン |
| 外国語映画賞 | 編集賞 |
| - 『ジャーニー・オブ・ホープ』 (スイス) – サヴィアー・コラー - 『シラノ・ド・ベルジュラック』 (フランス) – ジャン＝ポール・ラプノー - 『菊豆』 (中国) – 張芸謀、楊鳳良 - 『ナスティ・ガール』 (ドイツ) – ミヒャエル・セントフレーベン - 『宣告』 (イタリア) – ジャンニ・アメリオ | - 『ダンス・ウィズ・ウルブズ』 – ニール・トラヴィス - 『ゴースト/ニューヨークの幻』 – ウォルター・マーチ - 『ゴッドファーザー PART III』 – バリー・マルキン、リサ・フラックマン、ウォルター・マーチ - 『グッドフェローズ』 – セルマ・スクーンメイカー - 『レッド・オクトーバーを追え!』 – デニス・ヴァークラー、ジョン・ライト |
| 長編ドキュメンタリー映画賞 | 短編ドキュメンタリー映画賞 |
| - American Dream – バーバラ・コップル、アーサー・コーン - Berkeley in the Sixties – マイケル・キッチェル - Building Bombs – マーク・モリ、スーザン・ロビンソン - Forever Activists: Stories from the Veterans of the Abraham Lincoln Brigade – ジュディス・モンテル - Waldo Salt: A Screenwriter's Journey – ロバート・ヒルマン、ユージン・カー | - 『収容所の長い日々/日系人と結婚した白人女性』 – スティーヴン・オカザキ - Burning Down Tomorrow – キット・トーマス - Chimps: So Like Us – カレン・グッドマン、カーク・サイモン - Journey into Life – デレク・ブロムホール - Rose Kennedy: A Life to Remember – フリーダ・リー・モック、テリー・サンダース |
| 短編実写映画賞 | 短編アニメ映画賞 |
| - 『ザ・ランチデート』 – アダム・デヴィッドソン - Bronx Cheers – レイモンド・デ・フェリッタ、マシュー・グロス - Dear Rosie – ピーター・カッタネオ、バーナビー・トンプソン - Senzeni Na? (What Have We Done?) – ベルナルド・ホッファ、アンソニー・E・ニコルズ - 12:01 PM – ヘンリー・アン・リップス、ジョナサン・ヒープ | - 『快適な生活〜ぼくらはみんないきている〜』 – ニック・パーク - 『チーズ・ホリデー』 – ニック・パーク - Grasshoppers (Cavallette) – ブルーノ・ボゼット |
| 作曲賞 | 歌曲賞 |
| - 『ダンス・ウィズ・ウルブズ』 – ジョン・バリー - 『わが心のボルチモア』 – ランディ・ニューマン - 『ゴースト/ニューヨークの幻』 – モーリス・ジャール - 『ハバナ』 – デイヴ・グルーシン - 『ホーム・アローン』 – ジョン・ウィリアムズ | - ｢スーナー・オア・レイター｣（『ディック・トレイシー』） – スティーヴン・ソンドハイム (作詞・作曲) - "Blaze of Glory"（『ヤングガン2』） – ジョン・ボン・ジョヴィ (作詞・作曲) - "I'm Checkin' Out"（『ハリウッドにくちづけ』） – シェル・シルヴァスタイン (作詞・作曲) - "Promise Me You'll Remember"（『ゴッドファーザー PART III』） – カーマイン・コッポラ (作曲)、ジョン・ベティス (作詞) - "Somewhere in My Memory"（『ホーム・アローン』） – ジョン・ウィリアムズ (作曲)、レスリー・ブリッカス (作詞) |
| 音響編集賞 | 録音賞 |
| - 『レッド・オクトーバーを追え!』 – セシリア・ホール、ジョージ・ウォーターズ二世 - 『フラットライナーズ』 – チャールズ・L・キャンベル、リチャード・フランクリン - 『トータル・リコール』 – スティーヴン・H・フリック | - 『ダンス・ウィズ・ウルブズ』 – ジェフリー・パーキンス、ビル・W・ベントン、グレゴリー・ワトキンス、ラッセル・ウィリアムズ二世 - 『デイズ・オブ・サンダー』 – チャールズ・ウィルボーン、ドナルド・O・ミッチェル、リック・クライン、ケヴィン・オコネル - 『ディック・トレイシー』 – トーマス・コージー、クリス・ジェンキンス、デヴィッド・E・キャンベル、ダグ・ヘムフィル - 『レッド・オクトーバーを追え!』 – リチャード・ブライス・グッドマン、リチャード・オーヴァートン、ケヴィン・F・クレアリー、ドン・ベースマン - 『トータル・リコール』 – ネイソン・ストール、マイケル・J・コフート、カルロス・デラリオス、アーロン・ローチン |
| 美術賞 | 撮影賞 |
| - 『ディック・トレイシー』 – リチャード・シルバート (美術)、リック・シモンズ (装置) - 『シラノ・ド・ベルジュラック』 – エジオ・フリジェリオ (美術)、ジャック・ルークセル (装置) - 『ダンス・ウィズ・ウルブズ』 – ジェフリー・ビークロフト (美術)、リサ・ディーン (装置) - 『ゴッドファーザー PART III』 – ディーン・タヴォウラリス (美術)、ゲイリー・フェティス (装置) - 『ハムレット』 – ダンテ・フェレッティ (美術)、フランチェスカ・ロー・シャイボ (装置) | - 『ダンス・ウィズ・ウルブズ』 – ディーン・セムラー - 『わが心のボルチモア』 – アレン・ダヴィオー - 『ディック・トレイシー』 – ヴィットリオ・ストラーロ - 『ゴッドファーザー PART III』 – ゴードン・ウィリス - 『ヘンリー&ジューン/私が愛した男と女』 – フィリップ・ルースロ |
| メイクアップ賞 | 衣裳デザイン賞 |
| - 『ディック・トレイシー』 – ジョン・カリオン・ジュニア、ダグ・ドレクスラー - 『シラノ・ド・ベルジュラック』 – ミシェル・バーク、ジャン＝ピエール・エイシェンヌ - 『シザーハンズ』 – ヴィ・ネイル、スタン・ウィンストン | - 『シラノ・ド・ベルジュラック』 – フランカ・スカルシャピノ - 『わが心のボルチモア』 – グロリア・グレシャム - 『ダンス・ウィズ・ウルブズ』 – エルザ・ザンパレッリ - 『ディック・トレイシー』 – ミレーナ・カノネロ - 『ハムレット』 – マウリツィオ・ミレノッティ |

### アカデミー名誉賞
- ソフィア・ローレン[5]
- マーナ・ロイ[5]

### アービング・G・タルバーグ賞
- デイヴィッド・ブラウン
- リチャード・D・ザナック[6]

### ゴードン・E・ソーヤー賞
- ステファン・クデルスキ

### アカデミー特別業績賞
- トータル・リコール[7] (エリック・ブレビグ、ロブ・ボッティン、Tim McGovern、アレックス・フンケ)

### 統計
| 候補数 | 作品名                      |
| ------ | --------------------------- |
| 12     | ダンス・ウィズ・ウルブズ    |
| 7      | ディック・トレイシー        |
| 7      | ゴッドファーザー PART III   |
| 6      | グッドフェローズ            |
| 5      | シラノ・ド・ベルジュラック  |
| 5      | ゴースト/ニューヨークの幻   |
| 4      | わが心のボルチモア          |
| 4      | グリフターズ/詐欺師たち     |
| 3      | レナードの朝                |
| 3      | レッド・オクトーバーを追え! |
| 3      | 運命の逆転                  |
| 3      | トータル・リコール          |
| 2      | ハムレット                  |
| 2      | ホーム・アローン            |
| 2      | ハリウッドにくちづけ        |

| 受賞数 | 作品名                    |
| ------ | ------------------------- |
| 7      | ダンス・ウィズ・ウルブズ  |
| 3      | ディック・トレイシー      |
| 2      | ゴースト/ニューヨークの幻 |

## プレゼンター・パフォーマー[8][9]

### プレゼンター
| プレゼンター                                | 役                                                              |
| ------------------------------------------- | --------------------------------------------------------------- |
| チャーリー・オドネル                        | アナウンサー                                                    |
| カール・マルデン (AMPAS会長)                | 開会挨拶                                                        |
| マイケル・ケイン                            | オープニングナンバー                                            |
| デンゼル・ワシントン                        | 助演女優賞                                                      |
| ダイアン・ウィースト                        | 録音賞                                                          |
| アン・アーチャー                            | メイクアップ賞                                                  |
| ブレンダ・フリッカー                        | 助演男優賞                                                      |
| チェビー・チェイス マーティン・ショート     | 短編実写映画賞                                                  |
| ウッディー・ウッドペッカー                  | 短編アニメ映画賞                                                |
| アンジェリカ・ヒューストン                  | 名誉賞 (マーナ・ロイ)                                           |
| アネット・ベニング                          | 衣裳デザイン賞                                                  |
| ジーナ・デイヴィス                          | Academy Award for Technical Achievement ゴードン・E・ソーヤー賞 |
| ジャック・ヴァレンテ                        | 視覚効果賞                                                      |
| マイケル・ダグラス                          | アービング・G・タルバーグ賞                                     |
| アレック・ボールドウィン キム・ベイシンガー | 作曲賞                                                          |
| ダニー・グローヴァー ケヴィン・クライン     | 編集賞                                                          |
| リチャード・ギア スーザン・サランドン       | 美術賞                                                          |
| ボブ・ホープ                                | "My First Movie" montage                                        |
| フィービー・ケイツ ロン・シルヴァー         | 長編ドキュメンタリー映画賞 短編ドキュメンタリー映画賞           |
| アンディ・ガルシア ウーピー・ゴールドバーグ | 音響編集賞                                                      |
| グレン・クローズ                            | 撮影賞                                                          |
| ダスティン・ホフマン                        | 外国語映画賞                                                    |
| ジョディ・フォスター アンソニー・ホプキンス | 脚本賞 脚色賞                                                   |
| グレゴリー・ペック                          | 名誉賞 (ソフィア・ローレン)                                     |
| グレゴリー・ハインズ アン＝マーグレット     | 歌曲賞                                                          |
| ダニエル・デイ＝ルイス                      | 主演女優賞                                                      |
| ジェシカ・タンディ                          | 主演男優賞                                                      |
| トム・クルーズ                              | 監督賞                                                          |
| バーブラ・ストライサンド                    | 作品賞                                                          |

### パフォーマー
| 名前                            | 役           | 内容 |
| ------------------------------- | ------------ | --- |
| ビル・コンティ                  | 編曲 指揮    | オーケストラ |
| ジャスミン・ガイ Steve LaChance | パフォーマー | オープニングナンバー |
| ビリー・クリスタル              | 司会         | オープニングナンバー: グッドフェローズ ("Goody Goody") ダンス・ウィズ・ウルブズ ("Dancing in the Dark" 『バンド・ワゴン』) ゴースト/ニューヨークの幻 ("L-O-V-E") ゴッドファーザー PART III ("Speak Softly Love" 『ゴッドファーザー』) レナードの朝 ("All the Way") |
| マドンナ                        | パフォーマー | ｢スーナー・オア・レイター｣ (ディック・トレイシー) |
| Children's choir                | パフォーマー | "Somewhere in My Memory" (ホーム・アローン) |
| リーバ・マッキンタイア          | パフォーマー | "I'm Checkin' Out" (ハリウッドにくちづけ) |
| ボン・ジョヴィ                  | パフォーマー | "Blaze of Glory" (ヤングガン2) |
| ハリー・コニック・ジュニア      | パフォーマー | "Promise Me You'll Remember (Love Theme from The Godfather Part III)" (ゴッドファーザー PART III) |